# Centre international de recherches médicales de Franceville
Le Centre international de recherches médicales de Franceville (CIRMF) est un centre de recherche situé au Gabon.
Cette association à but non lucratif reconnue d’utilité publique a été créée en 1974 sur une initiative d'Omar Bongo, Président du Gabon, et de Pierre Guillaumat, PDG d’Elf Aquitaine.
Pour les 30 ans du CIRMF (3).
La production scientifique du CIRMF a toujours été remarquable par son originalité et les thématiques choisies.